# 柯爾特M1908袖珍背心型手槍

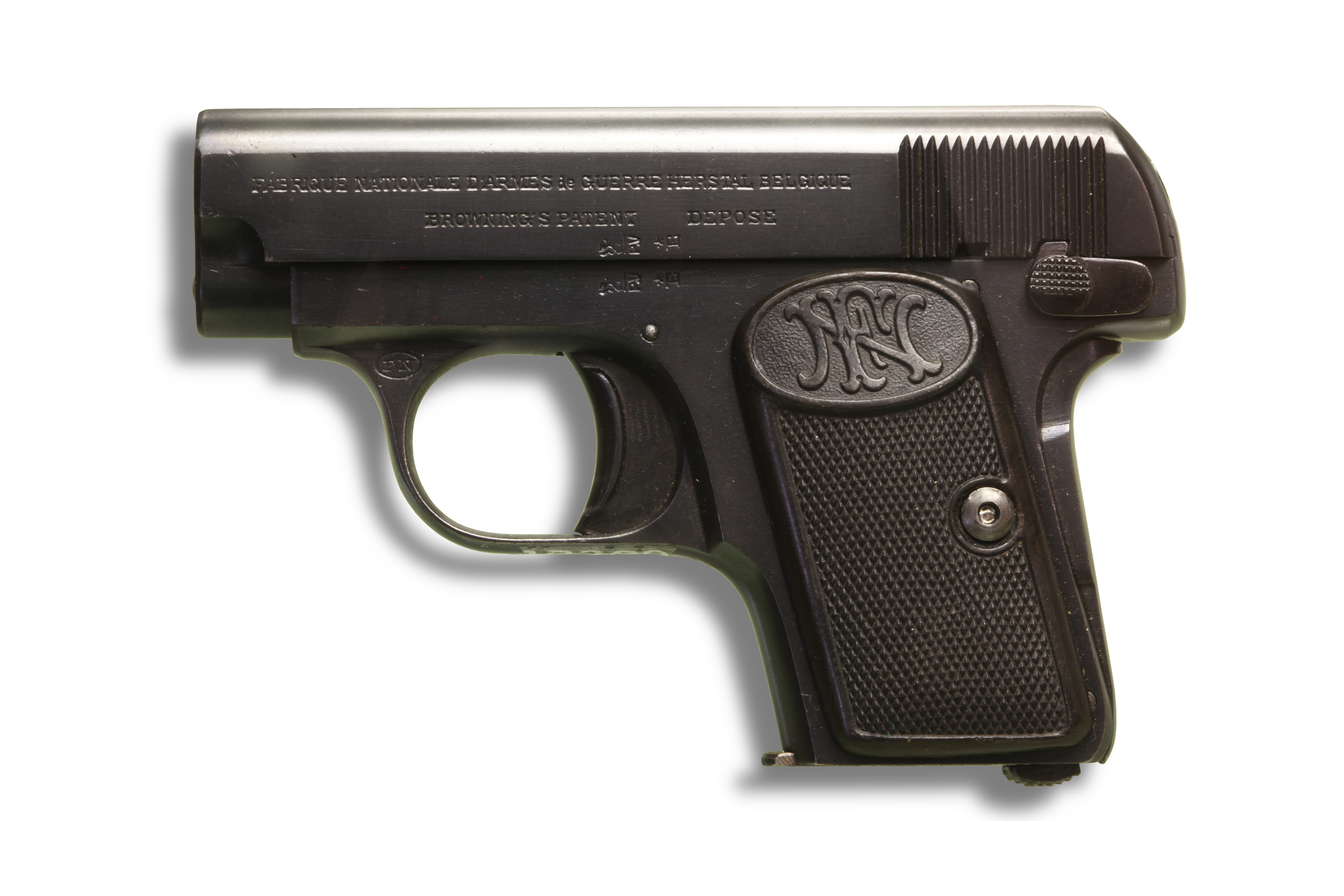
FN M1906

柯爾特M1908袖珍背心型手槍（Colt Model 1908 Vest Pocket），俗稱柯爾特.25（Colt .25），是美國著名槍械設計師約翰·白朗寧設計的其中一種槍械，它於1908年至1948年期間由柯爾特公司生產，並以隱蔽攜帶槍枝的名義出售。該槍發射.25 ACP彈，為一款無擊錘，並以撞針擊發的單動式手槍，由於槍身細小的原故，它能夠很容易地藏在西裝的口袋裡而不顯眼。而FN M1906則是由比利時FN Herstal生產的歐洲版本，該版本比起柯爾特的版本更早推出。

## 使用國
- 中華民國[2]
- 中华人民共和国[2]